# 前398年
| 千纪： | 前1千纪 |
| 世纪： | 前5世纪 \| 前4世纪 \| 前3世纪 |
| 年代： | 前420年代 \| 前410年代 \| 前400年代 \| 前390年代 \| 前380年代 \| 前370年代 \| 前360年代                                                                                       |
| 年份： | 前403年 \| 前402年 \| 前401年 \| 前400年 \| 前399年 \| 前398年 \| 前397年 \| 前396年 \| 前395年 \| 前394年 \| 前393年                                                         |
| 纪年： | 周安王四年 魯穆公十八年 齊康公七年 晉烈公十八年 趙武侯二年 魏文侯二十七年 韓烈侯二年 秦惠公二年 楚悼王四年 宋悼公六年 衛慎公十七年 鄭繻公二十五年 燕後簡公十七年 越王翳十三年 |

## 大事記
- 楚悼王率领楚国军队攻打鄭国，鄭繻公殺其相駟子陽。

## 逝世
- 驷子阳，鄭国相国，子驷的后裔。
- 阿米尔塔尼乌斯。古埃及第二十八王朝法老（前404年—前399年在位）。